# UA1206
UA1206 – rakieta wspomagająca będąca rozwinięciem technicznym UA1205, używana przez rakiety Titan 34D produkcji firmy Martin Marietta, a także rakiety Commercial Titan III, wykorzystywanej do startów komercyjnych. Zastąpiona przez UA1207.